# Mashinostroyéniye (editorial)

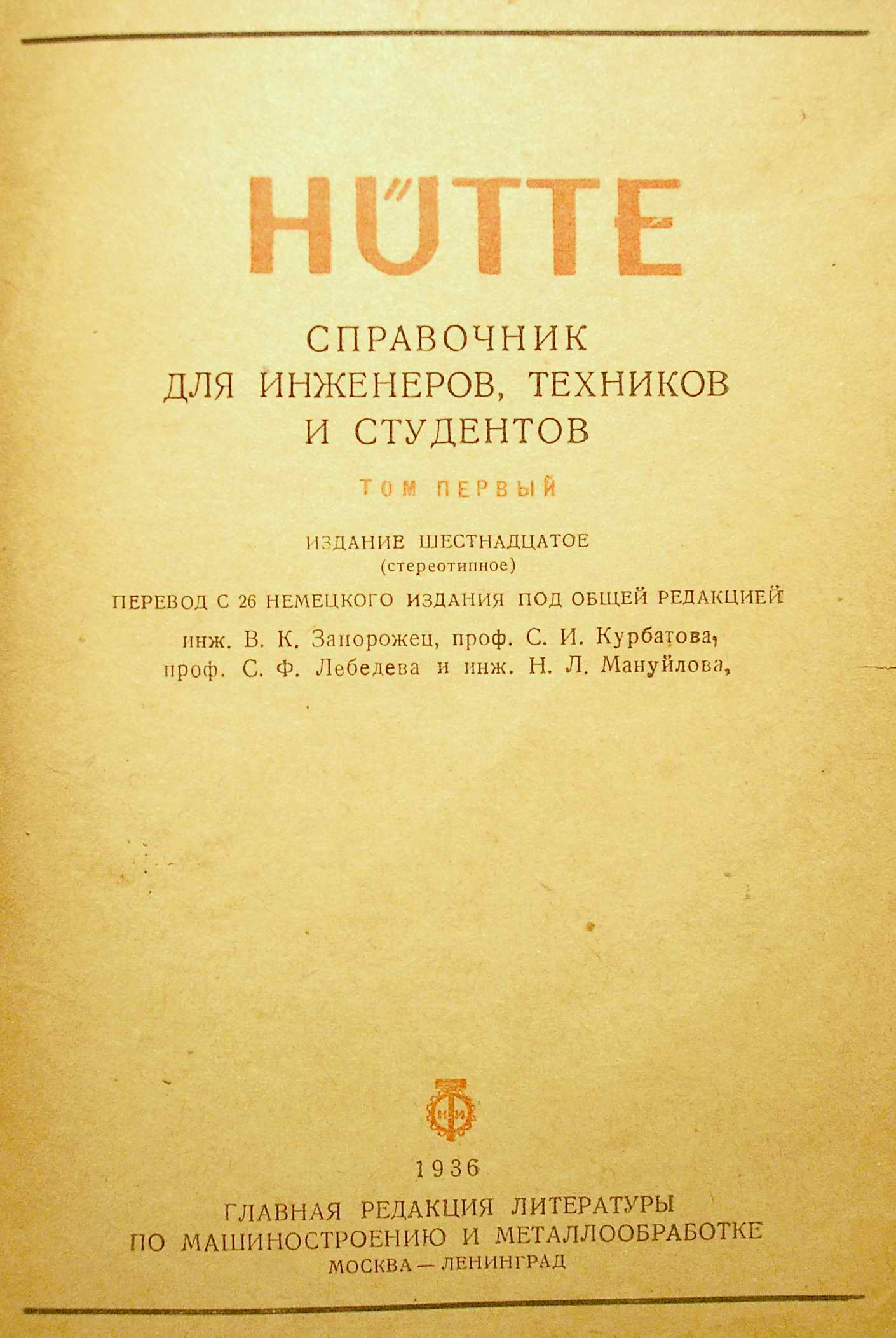
Primer tomo de la decimosexta edición rusa del "Manual del Ingeniero" de la Academia Hütte de Berlín, editado en 1936.

Mashgiz o Gosudarstvennoye izdatelstvo "Mashinostroyéniye" (en ruso: Машгиз, Государственное издательство «Машиностроение», "Editorial Estatal «Ingeniería Mecánica»") es una editorial de libros y revistas técnica (ingeniería mecánica) de la Unión Soviética y Rusia. 

## Historia
Al reorganizarse en 1938 el sistema de editoriales de literatura técnica de la Unión Soviética, se distinguió de la Editorial Estatal Unida Científico-Técnica (GONTI) la editorial independiente Mashinostroyéniye, gosudarstvennoye izdatelstvo, Mashgiz (Машиностроение, государственное издательство, Машгиз). 
Desde finales de la década de 1940, junto con otras editoriales como Metalurgizdat, formó parte de la Asociación de Editoriales Científico-Técnicas, ONTIZ (Объединения научно-технических издательств, ОНТИЗ). 
Como resultado de la decisión de junio de 1963 del Comité Central del Partido Comunista de la Unión Soviética sobre "la reorganización de la red de editoriales centrales y locales", la editorial Mashgiz era rebautizada en 1964 como Mashinostroyéniye y fusionada con la editorial Oborongiz (Оборонгиз) de la industria aérea de defensa. Su sede estaba en Moscú, con una filial en Leningrado. En 1972, la editorial produjo 890 títulos, de los que circularon 10.789.000 copias, con un volumen de 148.5 millones de hojas impresas. Además de libros, afiches, álbumes y catálogos, también publicaba 14 revistas científico-técnicas y de producción. Anualmente publicaba más de doscientos números de estas revistas con una circulación de alrededor de diez millones de copias.